# Dinemagonum
Dinemagonum là một chi thực vật có hoa trong họ Malpighiaceae.

## Loài
Chi Dinemagonum gồm các loài: